# Felsenkeller (Höxter)

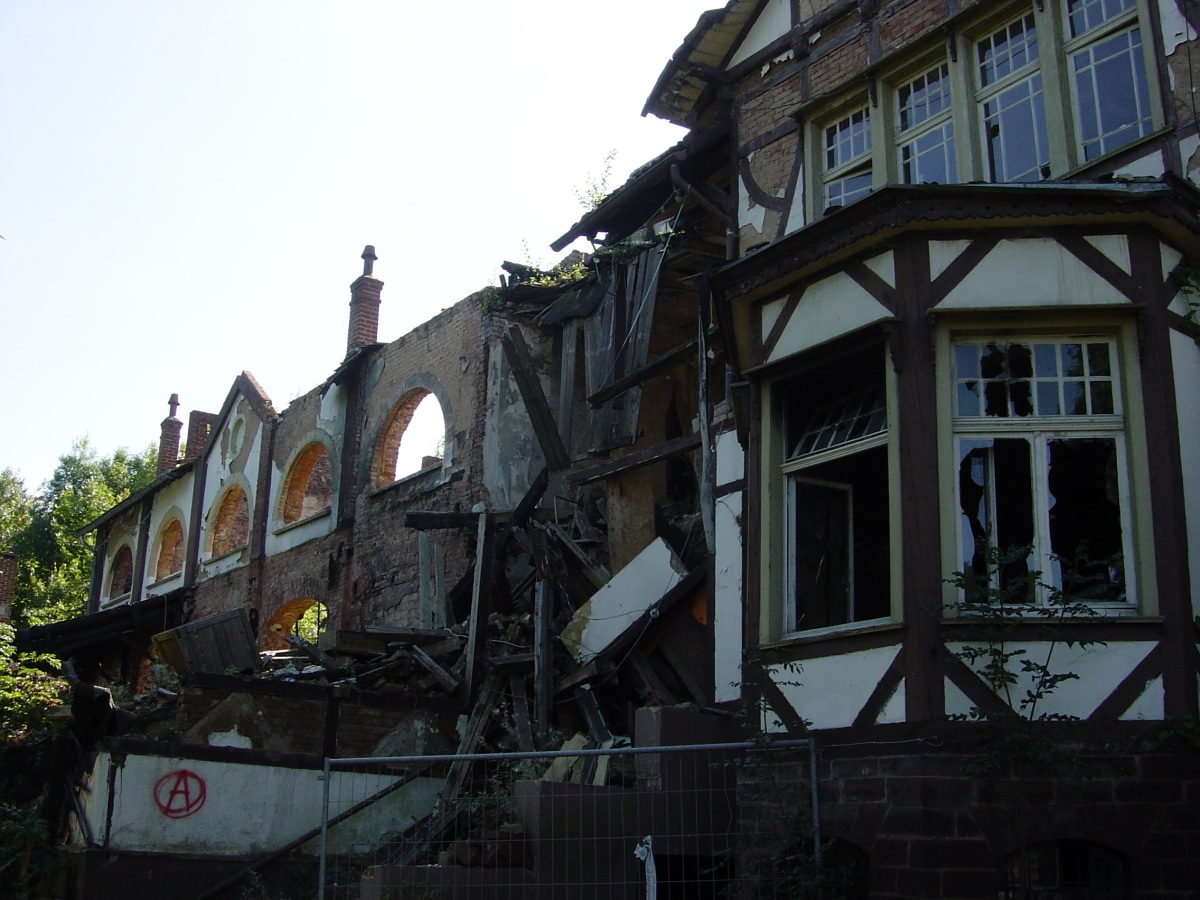
Ausgebranntes Ballhaus Felsenkeller

Den Felsenkeller in Höxter erbaute die Brauerei Oppermann 1838 als Gaststätte. Nach einem ersten Brand 1897/1898 wurden die Gaststätte und ein angrenzender Saalbau zu dem später bekannten Ballhaus zusammengeschlossen. Am 17. Oktober 2006 brannte auch dieser bis auf die Grundmauern nieder. Das denkmalgeschützte Gebäude lag oberhalb der Weser am Ortseingang von Höxter.

## Historie
Das Gebäude war als eindrucksvolles Fachwerkhaus gebaut. Oberhalb der Weser gelegen und mit Ausblick auf Fürstenberg und den Solling bot es sich schon früh als stadtnahes Aussichts- und Festlokal an. Seit 1924 wurde das Gebäude mehrfach erweitert und umgebaut. Während des Zweiten Weltkriegs nutzte die Wehrmacht das Gebäude als Lazarett.
Zum Hauptgebäude (circa 1200 m² Nutzfläche) gehörten noch 160 m² Kellerräume. Der Name Felsenkeller stammt von dem Keller am Fuß des Ziegenberges, in dem man früher das Eis für die Kühlung einlagerte. Der Eiskeller ist nicht öffentlich zugänglich. Der Eingang ist aber von der B 64 aus unterhalb des ehemaligen Haupthauses erkennbar.
1953 und 1963 führte die örtliche Freiwillige Feuerwehr Höxter ihre Jubiläumsfeste im Ballhaus durch.
Nach mehrmaligen Besitzerwechsel wurde der Felsenkeller 1981 von Gabriele Brenke und Uwe Linsdorf († 7. November 2018) erworben. Gemeinsam mit Freunden und ehemaligen Kommilitonen sanierten sie das marode Gebäude und betrieben es dann als Ballhaus Felsenkeller von 1982 bis Oktober 2006 als Discothek. Während der Betriebsjahre investierten sie nach eigenen Angaben mehr als 600.000 Euro. Der Felsenkeller – oft auch nur Keller genannt – war überregional bekannt.
Neben dem regelmäßigen Musikprogramm traten im Lauf der Jahre zahlreiche bekannte Musiker und Bands auf, u. a.
- Alexis Korner
- Absolute Beginner
- Billy Cobham
- Blind Passengers am 23. Dezember 1999[5]
- Anne Clark
- Bananafishbones
- Commodores
- Cucumber Men am 3. April 1997
- Desert + Fortune am 16. Juni 2001[6] oder 11. August 2001[7]
- Diorama
- Die Ärzte am 15. April 1987[8]
- Die 3 Tornados
- Die Prinzen
- Die Toten Hosen am 3. März 1985[9]
- Dimple Minds am 21. Mai 1995
- Fury in the Slaughterhouse am 30. März 1989
- Django Edwards
- Jazzkantine
- Jurassic Papst am 6. April 1997[10]
- Knorkator
- Liquido
- Lost Lyrics am 23. März 1997
- Lucilectric
- Mr. Ed Jumps the Gun 18. Mai 1995
- Selig
- SCYCS
- Subway to Sally
- Tanzwut am 23. Oktober 2001
- Terry Hoax
- Stahlhammer
- The Bates am 30. September 1993 und am 14. Dezember 1999
- The Busters
- The Brandos am 29. Oktober 1992
- The Dark Unspoken am 8. Oktober 2005
- The Eternal Afflict
- Vivid am 8. Februar 1998
- Welle Erdball
- Wishbone Ash
- Witthüser & Westrupp

Das Ballhaus Felsenkeller gehörte, neben dem Hunky Dory in Detmold, dem PC69 in Bielefeld und der Outpost in Göttingen, zu den prägendsten alternativen Diskotheken in Ostwestfalen-Lippe und Süd-Niedersachsen am Ende der 1980er und Anfang der 1990er Jahre. Besonders in den 1980er und Anfang der 1990er Jahre war der Keller erfolgreich. Seit Ende der 1990er nahmen die Besucherzahlen jedoch deutlich ab.
Da die Finanzierung des Gebäudes mit den Kosten für Unterhalt und Sanierung nicht mehr gesichert war, stellten die Eigentümer 1999 einen Abrissantrag. Er sollte ein Übernahmeverfahren einleiten, da sich die Stadt Höxter weigerte, das Denkmal zu übernehmen und als historische Stadthalle weiterzunutzen. Über diesen Antrag verhandelte man mit der Bezirksregierung Detmold mehrere Jahre lang bis zum Brand. Schließlich wurde dem Antrag in einer mündlichen Verkündung zugestimmt. Inzwischen war allerdings das alte Höxtersche Residenztheater zu einer modernen Stadthalle umgebaut worden und kein Bedarf für dieses Gebäude vorhanden.

## Brand
Am 17. Oktober 2006 gegen 4 Uhr zerstörte ein Feuer den Felsenkeller. Zirka 120 Feuerwehrleute kämpften gegen die Flammen. Menschen kamen nicht zu Schaden. Die Schadenshöhe lag bei etwa einer Million Euro. Ein Wiederaufbau war nicht geplant, da das Gelände bereits als Baugebiet verplant ist. Der Abriss wurde Ende Januar 2007 genehmigt.

## Abriss
Die Ruine wurde am 12. September 2018 abgerissen. Auf dem ehemaligen Gelände des Felsenkellers wurden mittlerweile mehrere Wohnhäuser gebaut.

## Revival-Partys
Seit geraumer Zeit wird regelmäßig an die musikalischen Auftritte im Felsenkeller erinnert. Das geschieht unter anderem durch Revival-Partys, die über die offizielle Webseite und einem Facebook-Account beworben werden.